# Коронавірусна хвороба 2019 на військових кораблях
Пандемія коронавірусної хвороби 2019 уже на початку поширились на велику кількість військових кораблів. Характер цих кораблів, який включає контакт з іншими особами в невеликих закритих зонах, та відсутність приватних приміщень для переважної більшості екіпажу, сприяв швидкому поширенню хвороби, навіть більше, ніж на круїзних суднах.
У зв'язку з дотриманням операційної безпеки військове керівництво окремих країн може дотримуватися політики, яка запобігає або обмежує повідомлення про випадки зараження SARS-CoV-2 і смертей від COVID-19, тому, хоча про випадки, перелічені нижче в статті, ймовірно, й широко повідомлялося з надійних джерел, проте підтвердження від офіційних представників відповідних військових відомств надходило не у всіх випадках.

## Розподіл підтверджених випадків
| § | Корабель                         | Екіпаж   | Тестування | Випадків              | Смерті | Дата пришвартування | Місце пришвартування                           | Місце пришвартування |
| § | Корабель                         | Екіпаж   | Тестування | Випадків              | Смерті | Дата пришвартування | Док                                            | Країна               |
| - | -------------------------------- | -------- | ---------- | --------------------- | ------ | ------------------- | ---------------------------------------------- | -------------------- |
| § | USS Boxer                        |          |            | 2                     |        | немає               | Військово-морська база Сан-Дієго               | США                  |
| § | USS Essex                        |          |            | ≥3                    |        |                     |                                                |                      |
| § | USS Ralph Johnson                |          |            | 1                     |        | немає               | Військово-морська база Еверетт                 | США                  |
| § | USS Coronado                     | ~60      |            | 9                     |        | немає               | Naval Base San Diego                           | USA                  |
| § | USS Carl Vinson                  |          |            | 1                     |        | немає               | Військово-морська верф П'юджет-Саунд           | США                  |
| § | USS Theodore Roosevelt           | 5000     | 5000       | 1156                  | 1      | 27 березня 2020     | Гуам                                           | США                  |
| § | Leopold I                        |          |            | 1                     |        | 27 березня 2020     | Зебрюгге                                       | Бельгія              |
| § | «Рональд Рейган»                 |          |            | 16                    |        | немає               | Військово-морська база Йокосука                | Японія               |
| § | HNLMS Dolfijn                    | 58       | 15         | 8                     |        | 3 квітня 2020       | Ден-Гелдер                                     | Нідерланди           |
| § | «Комфорт»                        |          |            | 2                     |        | немає               | Манхеттенський круїзний термінал               | США                  |
| § | «Німіц»                          |          |            | [ комент. 11 ] [ 25 ] |        | немає               | Військово-морська верф П'юджет-Саунд           | США                  |
| § | «Мерсі»                          |          |            | 7                     |        | немає               | Порт Лос-Анджелеса                             | США                  |
| § | Charles de Gaulle Chevalier Paul | 1760 200 | ≥2010      | 1046 ≥35              |        | 12 квітня 2020      | Тулон                                          | Франція              |
| § | «Тріполі»                        | ≥630     |            | ~24                   |        | немає               | Паскагула                                      | США                  |
| § | ROCS Pan Shi                     | 337      | 337        | 31                    |        | 15 квітня 2020      | Військово-морська база Цзоїн                   | Тайвань              |
| § | USS Kidd                         | ~330     | ~330       | ≥96                   |        | 28 квітня 2020      | Військово-морська база Сан-Дієго               | США                  |
| § | USNS Leroy Grumman               | ~50      |            | 52                    | 2      | немає               | Бостон                                         | США                  |
| § | USS Carter Hall                  | ~400     | 100 %      | ≥2                    |        | немає               | Спільна експедиційна база Літл-Крік-Форт-Сторі | США                  |
| § | BRP Jose Rizal                   | 65       |            | 3                     |        | 15 червня 2020      | Субік-Бей                                      | Філіппіни            |
| § | USS San Diego                    |          |            | 5                     |        | немає               | Військово-морська база Сан-Дієго               | США                  |
| § | USS George H.W. Bush             |          |            | ≥1                    |        | немає               | Норфолкська морська верф                       | США                  |
| § | Гетьман Сагайдачний              | 198      |            | ≥1                    |        | немає               | Одеса                                          | Україна              |

## Бельгія

### Leopold I
25 березня міністерство оборони Бельгії повідомило, що у члена екіпажу бельгійського фрегата Leopold I підтверджено позитивний результат тестування на коронавірус. 20 березня матроса евакуювали повітряним транспортом до Ден-Гелдера після того, як у нього з'явились симптоми хвороби, та помістили на домашній карантин, після того, як 24 березня його тест виявився позитивним. Для запобігання поширення інфекції корабель припинив спільні навчання з французькою авіаносною групою на чолі з авіаносцем Charles de Gaulle, і повернувся до порту приписки Зебрюгге 27 березня, приблизно на місяць раніше, ніж планувалося.

## Франція

### Авіаносна бойова групаCharles de Gaulle

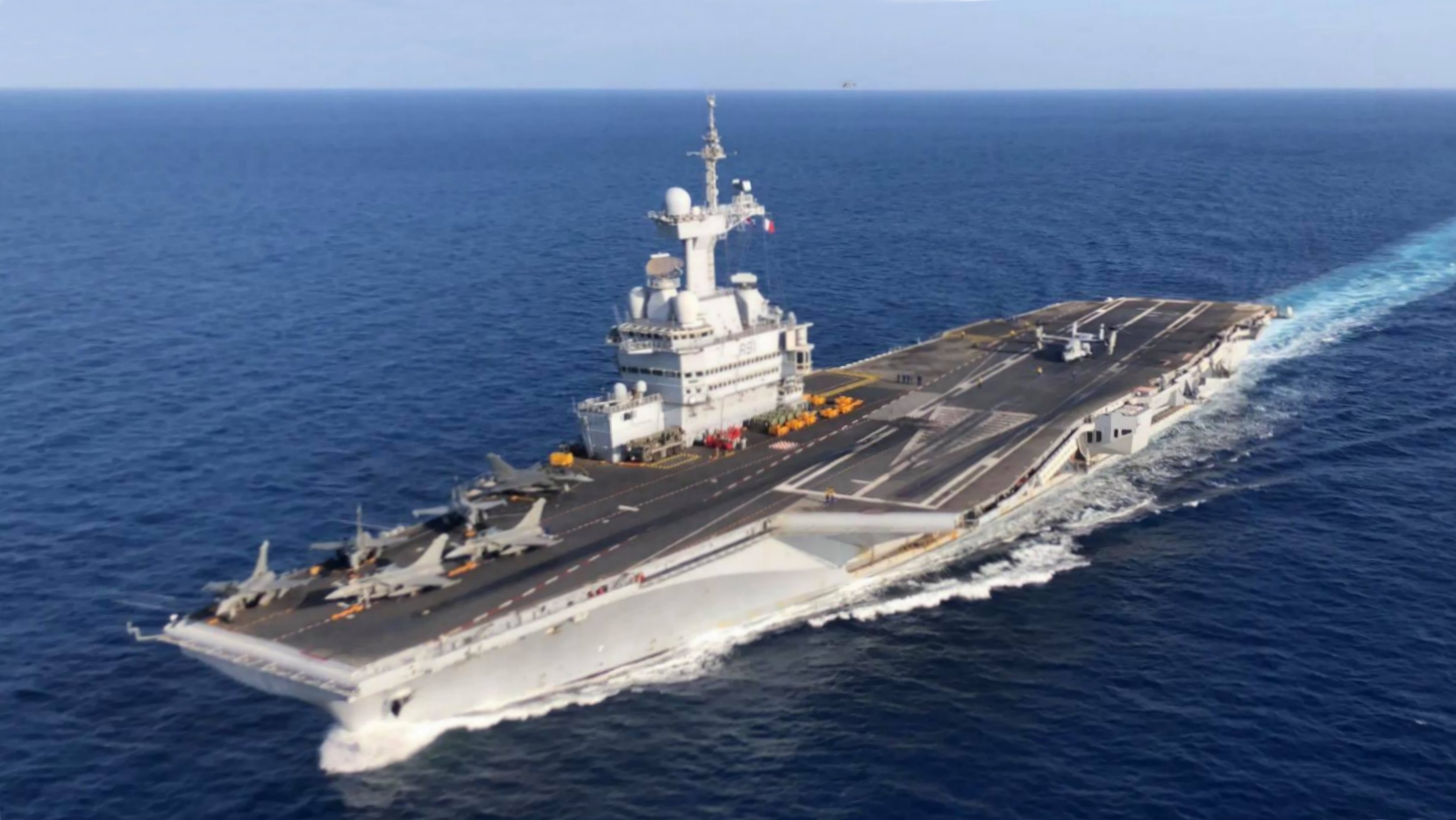
Charles de Gaulle 24 квітня 2019 року

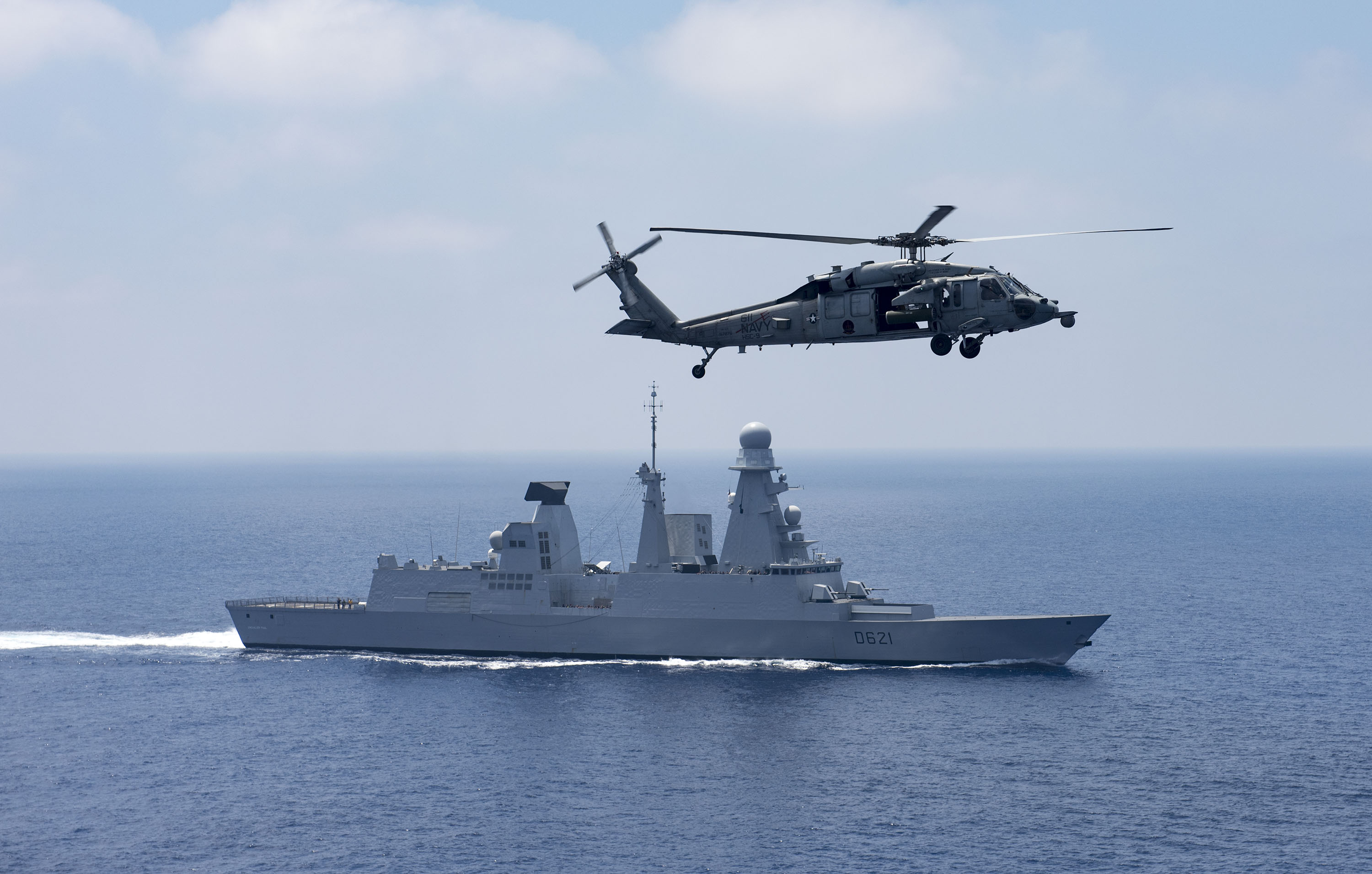
Chevalier Paul 15 липня 2017 року

8 квітня 2020 року міністерство оборони Франції повідомило, що у зв'язку з появою у близько 40 членів екіпажу авіаносця Charles de Gaulle симптомів респіраторної інфекції, корабель повернувся до свого порту приписки Тулон раніше, ніж планувалося. Інші кораблі, які входили до складу авіаносної бойової групи, також почали повертатися до своїх портів приписки.
Після того, як 66 морякам на борту корабля Charles de Gaulle провели тестування, 10 квітня міністерство повідомило, що 50 тестів виявилися позитивними. 3 моряків евакуювали повітрям до військового госпіталю Святої Анни.
У час, коли надійшло перше повідомлення про виявлення випадків коронавірусної хвороби на кораблі, авіаносець виконував багатомісячну місію, та очолював бойову авіаносну групу кораблів. Інший корабель, який брав участь у місії, бельгійський фрегат Leopold I, також призупинив участь у навчаннях, щоб повернутися в порт на тиждень раніше через випадок виявлення коронавірусної хвороби на борту.
12 квітня 2020 року представник командування французького флоту повідомив, що Charles de Gaulle і супровідний фрегат протиповітряної оборони Chevalier Paul повернулися до Тулона, а командний танкер і танкер забезпечення Somme та протичовновий фрегат La Motte-Picquet повернулися до Бреста. 1700 моряків з Charles de Gaulle і 200 моряків з Chevalier Paul пізніше помістили на карантин на 2 тижні.
15 квітня Міністерство оборони Франції повідомило, що з 1767 тестів, які на той час було проведено морякам авіаносної бойової групи, 668 дали позитивний результат. Переважна більшість цих випадків була на борту Charles de Gaulle, а решта випадків була на борту Chevalier Paul.
17 квітня генеральний директор військової служби охорони здоров'я Марелен Жига Женеро повідомила комітету Сенату Франції із закордонних справ, оборони та збройних сил, що всім 2300 морякам авіаносної бойової групи було проведено тестування на коронавірус після повернення до Тулона, і наразі 940 з них отримали позитивний результат тестування, а 645 — негативний. Того ж дня міністр оборони Флоренс Парлі доповіла комітету національної оборони та збройних сил Національної асамблеї Франції, що проведено тестування 2010 моряків авіаносної бойової групи, з них 1081 тест був позитивним. Представники флоту уточнили, що на самому авіаносці Charles de Gaulle остаточне число становило 1046 позитивних випадків з 1760 протестованих. Загалом у 545 моряків були виявлені симптоми хвороби, а 24 з них були госпіталізовані до військового госпіталю Святої Анни, у тому числі 2 госпіталізовані до реанімації.
29 квітня 2020 року представники ВМС Франції повідомили, що в 19 моряків на борту Chevalier Paul підтверджено позитивний результат тестування на коронавірус після прибуття в Тулон.
11 травня 2020 року Флоренс Парлі повідомила Національній асамблеї про висновки двох розслідувань щодо спалаху на борту авіаносців, вказавши, що коронавірус вперше потрапив на кораблі до зупинки в Бресті, і що хоча командна та медична група На борту перевізника мала «надмірну впевненість» у своїй здатності впоратися зі спалахом хвороби, розслідування не визнало їх винними. Парлі також повідомила, що занесення вірусу на борт авіаносця відбулося десь між тим, як він 26 лютого 2020 року вийшов з кіпрського порту Лімасол, до того часу, коли він прибув 13 березня 2020 року до Бреста. За цей час на борт прибув персонал літаком з Кіпру, Сицилії, Балеарських островів, Іспанії та Португалії. Проте поширення хвороби посилилося після зупинки в Бресті. Після прибуття на кораблі запроваджено соціальне дистанціювання та інші заходи, але вони сильно вплинули на моральний дух екіпажу, тому після застосування суворих заходів протягом двох тижнів їх пом'якшили, а 30 березня було дозволено проведення концерту на борту. Міністр також зазначила, що всі члени екіпажу корабля з тих пір одужали, за винятком одного моряка, який все ще знаходився в реанімації.

## Нідерланди

HNLMS Dolfijn в 2013 році

### HNLMS Dolfijn
30 березня 2020 року міністерство оборони Нідерландів повідомило, що у 8 членів екіпажу нідерландського підводного човна HNLMS Dolfijn підтверджено позитивний результат тесту на коронавірус. З 58 членів екіпажу оглянуто 15 моряків з легкими симптомами хвороби. Підводний човен змінив курс поблизу Шотландії, щоб повернутися до Нідерландів на два тижні раніше, та 3 квітня прибув до Ден-Гелдера.

## Філіппіни

### BRP Jose Rizal

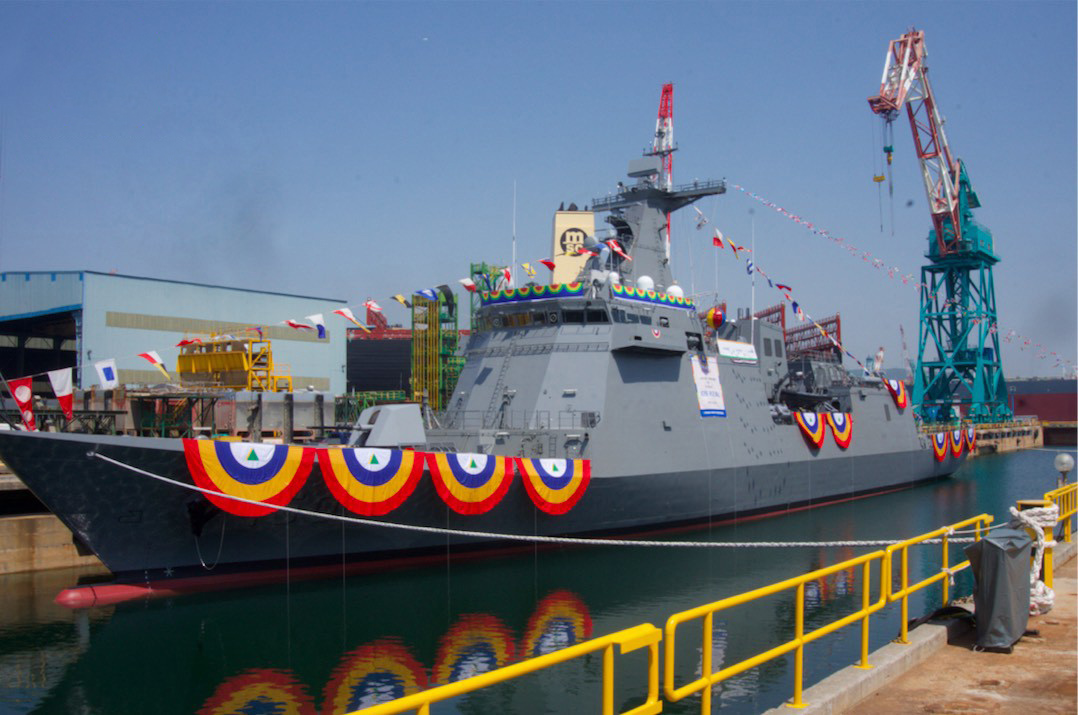
BRP Jose Rizal в 2019 році

16 червня 2020 року головний віце-адмірал ВМС Філіппін Джованні Бакордо повідомив, що в одного із 65 членів екіпажу ракетного фрегата ВМС Філіппін BRP Jose Rizal підтверджено позитивний результат тестування на COVID-19, що спричинило відкладення введення корабля в експлуатацію. 18 травня фрегат відплив із верфі «Hyundai Heavy Industries» в південнокорейському порту Ульсані зі своїм екіпажем. Він прибув до місця своєї якорної стоянки в Субік-Бей 23 травня, і залишився там для виконання обов'язкових вимог щодо карантину, зокрема проведення тестування на коронавірус. Корабель причалив в порту Субік-Бей 15 червня, але весь екіпаж повинен був знаходитись 14 днів у додатковому карантині з моменту, коли було виявлено переший та єдиний випадок хвороби на борту корабля. Зрештою, судно офіційно ввели в експлуатацію 10 липня на церемонії, на якій дистанційно був присутній президент країни Родріго Дутерте.
19 липня 2020 року філіппінське інформаційне агентство повідомило, що після церемонії введення в експлуатацію у двох членів екіпажу BRP Jose Rizal підтверджено позитивний тест на коронавірус, після чого їх евакуювали до карантинного закладу на березі.

## Тайвань

### ROCS Pan Shi

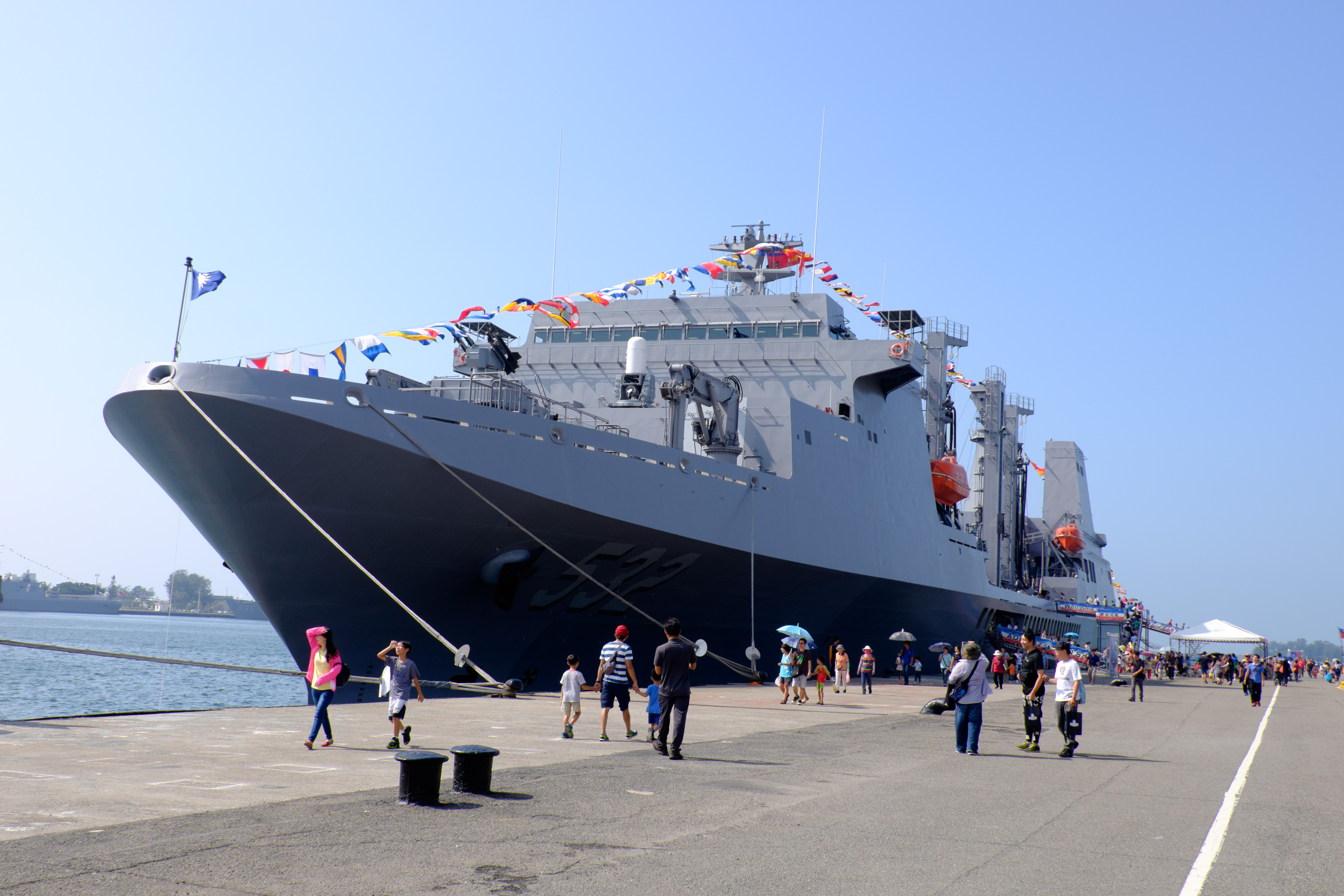
ROCS Pan Shi в 2015 році

18 квітня 2020 року міністр охорони здоров'я та добробуту Тайваню Чень Ши Чжун повідомив, що у трьох курсантів ВМС Республіки Китай, які стажувалися на одному з кораблів флотилії Дунму, підтверджено позитивний тест на коронавірус. Усім трьом курсантам було 20 років, причому в одного з них симптоми проявилися ще 12 квітня, а за медичною допомогою вони звернулися 15 квітня, коли корабель повернувся на Тайвань. На борту цього ж корабля, де знаходились курсанти, було 337 осіб. Понад 700 моряків, які служили в цій флотилії, що складалася трьох кораблів, помістили на карантин.
Флотилія Дунму формується щорічно, і цей склад флотилії був сформований 20 лютого 2020 року, й він складався з наступних трьох кораблів:
- ROCS Pan Shi, швидкий бойовий корабель підтримки і флагман флотилії,
- ROCS Yueh Fei, фрегат,
- ROCS Кан Дін, фрегат.[41]

Вказані 3 курсанти піднялися на борт корабля 21 лютого, а 5 березня 2020 року флотилія покинув військово-морську базу Цзоїн та відбула з дружнім візитом до Палау. Флотилія перебувала у Палау з 12 по 15 березня 2020 року, хоча обмеження розміру в порту на Палау означали, що в порт заходив лише фрегат Кан Дін. Після відходу з Палау флотилія залишалася в морі приблизно місяць, а потім 15 квітня повернулася на військово-морську базу Цзоїн.
19 квітня Тайвань повідомив, що ще в 21 моряка з флотилії Дунму підтверджено позитивний результат тестування на коронавірус. Продовжували виявлятись нові випадки на судні Pan Shi, в кінцевому підсумку кількість випадків хвороби на кораблі досягла 36. 26 травня радник Центрального епідемічного командного центру Тайваню Чан Шань-чвен повідомив, що перший випадок хвороби на Pan Shi ймовірно інфікувався на Тайвані.
Дружній візит тайванських кораблів на Палау розкритикували за те, що в соціальних мережах з'являлись фотографії моряків без масок. Заступник командувача військово-морських сил Тайваню віце-адмірал Мей Чіа-шу заявив, що, оскільки на Палау на той час не було зареєстрованих випадків коронавірусної хвороби, таке рішення було прийнято після консультації з посольством Тайваню в Палау.

## США
23 квітня 2020 року ВМС США повідомили, що принаймні один випадок коронавірусної хвороби був виявлений на 26 кораблях флоту США. Крім того, 28 квітня 2020 року ВМС повідомили, що «з понад 90 кораблів ВМС США в морі по всьому світу на сьогоднішній день на жодному немає активних випадків COVID-19».

### USS Boxer
15 березня 2020 року повідомлено, що перший імовірний випадок коронавірусної хвороби виявлено на американському десантному кораблі USS Boxer. Це був перший випадок хвороби в моряка на борту корабля ВМС США. Після виявлення хвороби моряк знаходився на домашньому карантині. 17 березня 2020 року позитивний результат тестування на коронавірус підтверджено в другого моряка, який також перебував на домашньому карантині.

### USS Essex
17 березня 2020 року повідомлено, що перший випадок хвороби виявлено в члена екіпажу американського десантного вертолітоносного корабля USS  Essex. Цей матрос відвідував курси на військово-морській базі Сан-Дієго з 6 лютого 2020 року, а 14 березня його тест на коронавірус показав позитивний результат. Згодом хворий знаходився на самоізоляції вдома.

### USS Ralph Johnson

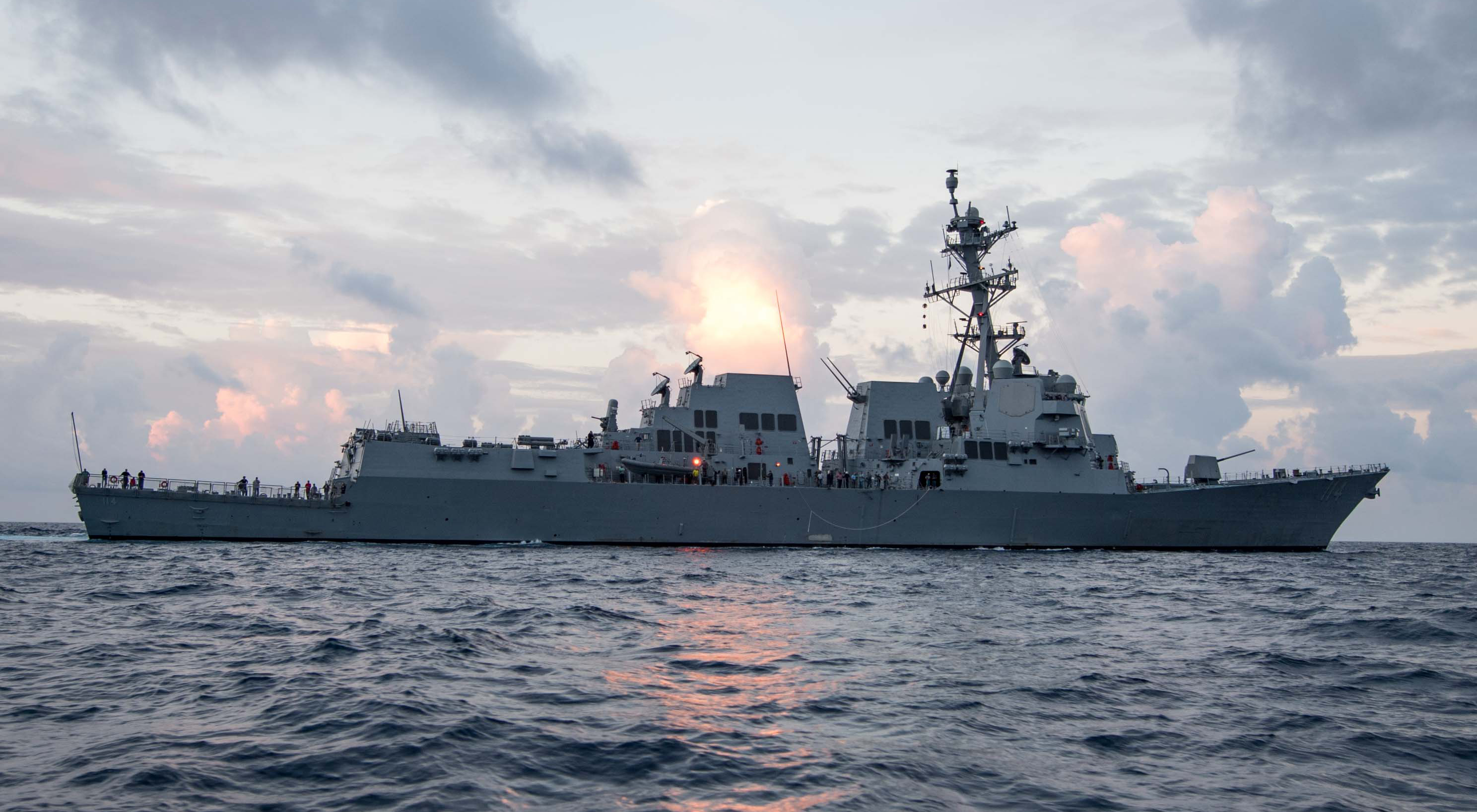
USS Ralph Johnson у 2017 році.

17 березня 2020 року Тихоокеанський флот США повідомив, що у члена екіпажу американського есмінця USS  Ralph Johnson напередодні підтверджено позитивний результат тестування на коронавірус. У той час корабель перебував у своєму порту приписки Еверетт у штаті Вашингтон, а моряк перебував на самоізоляції вдома.

### USS Coronado

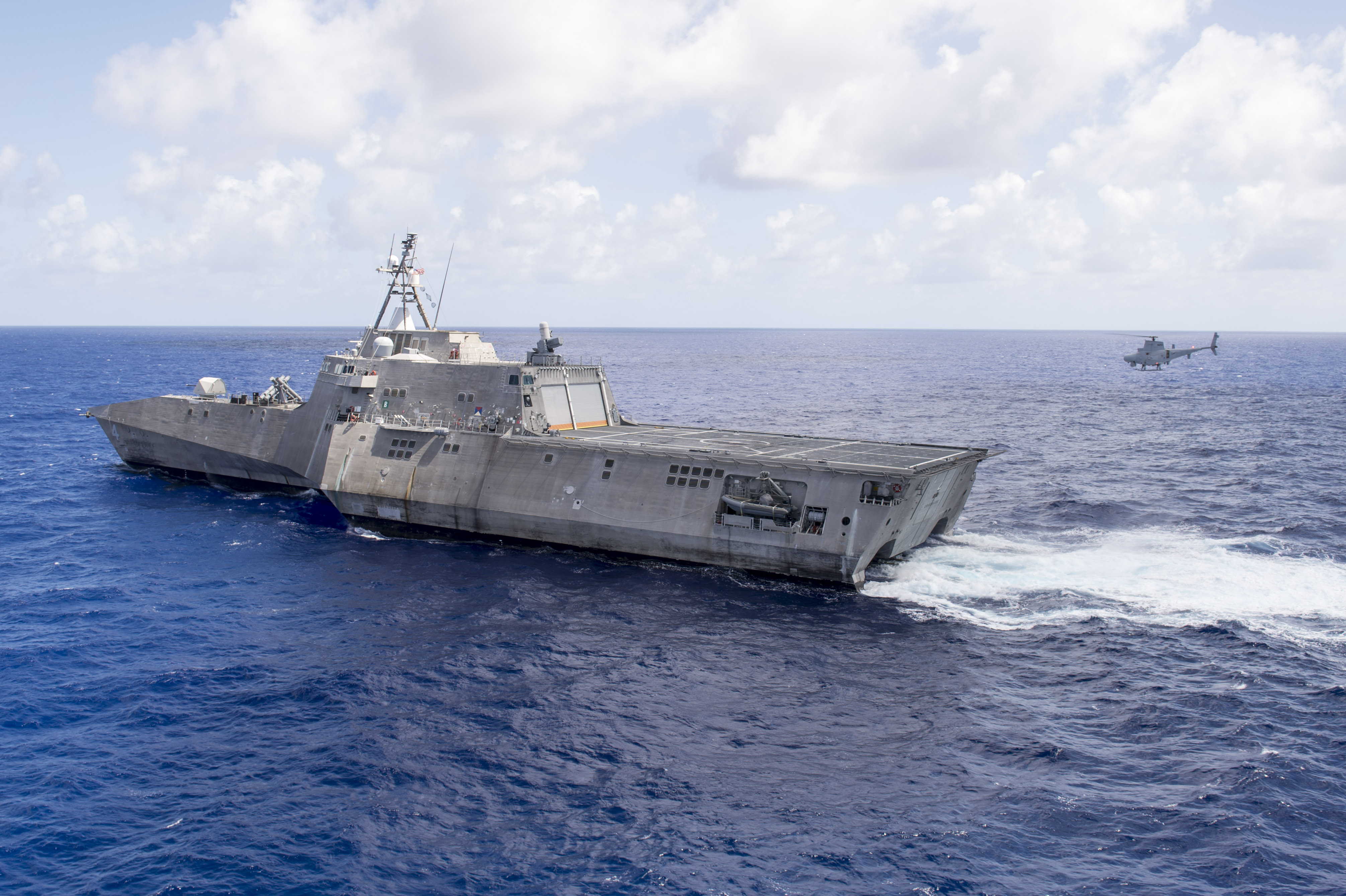
USS Coronado в 2016 році

17 березня 2020 року Тихоокеанський флот США повідомив, що того дня у члена екіпажу американського прибережного бойового корабля USS Coronado підтверджено позитивний результат тесту на коронавірус. У той час корабель перебував у своєму порту приписки Сан-Дієго в Каліфорнії, і моряк перебував на самоізоляції вдома.
Станом на 26 березня 2020 року позитивний результат тестування підтверджено в 9 моряків корабля, а більше 30 моряків, або приблизно половини екіпажу, обмежили в пересуванні.

### USS Carl Vinson
23 березня 2020 року повідомлено про перший випадок хвороби серед членів екіпажу американського авіаносця USS Carl Vinson під час знаходження його на ремонті у верфі. Повідомлено, що «моряк не піднімався на борт судна, і не контактував з персоналом верфі».

### USS Theodore Roosevelt

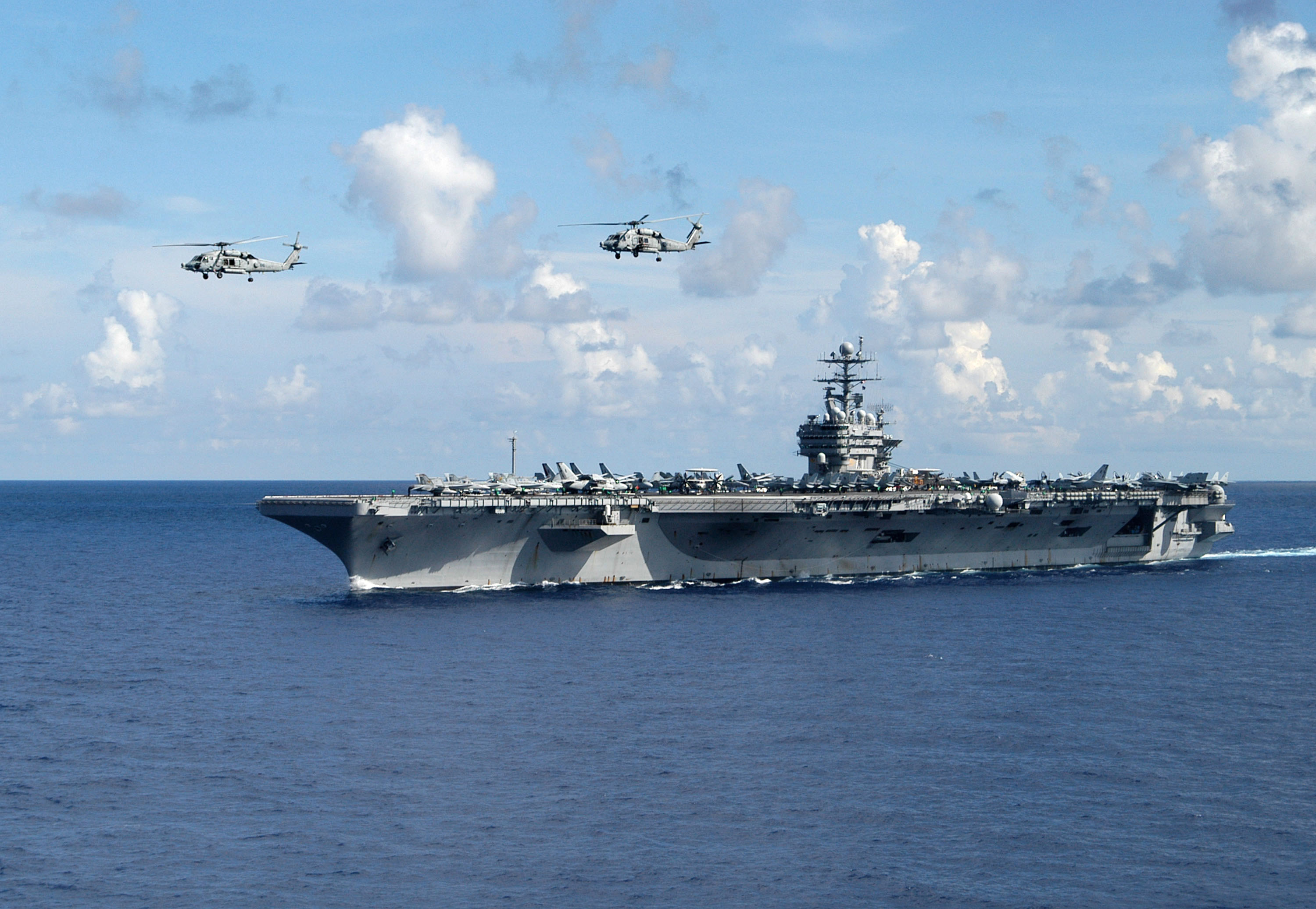
USS Theodore Roosevelt у 2005 році.

24 березня 2020 року повідомлено про перші 3 випадки хвороби на американському авіаносці USS Theodore Roosevelt. На 5 травня 2020 року захворіли 1156 членів екіпажу, з них 1 помер. ВМС заявили, що більше не повідомлятимуть публічні дані про випадки хвороби на кораблі USS Theodore Roosevelt. Початковий етап тестування було завершено до 27 квітня 2020 року, після чого повідомлено, що в 969 членів екіпажу був позитивний результат тестування, а 14 з цих 969 одужали. До 29 квітня 2020 року на більшій частині корабля провели дезинфекцію, і моряки, які раніше перебували на карантині на Гуамі, почали повертатися на корабель. Це був перший випадок епідемії коронавірусної хвороби на борту американського військово-морського корабля, який знаходився в повній бойовій готовності.

### USS Ronald Reagan

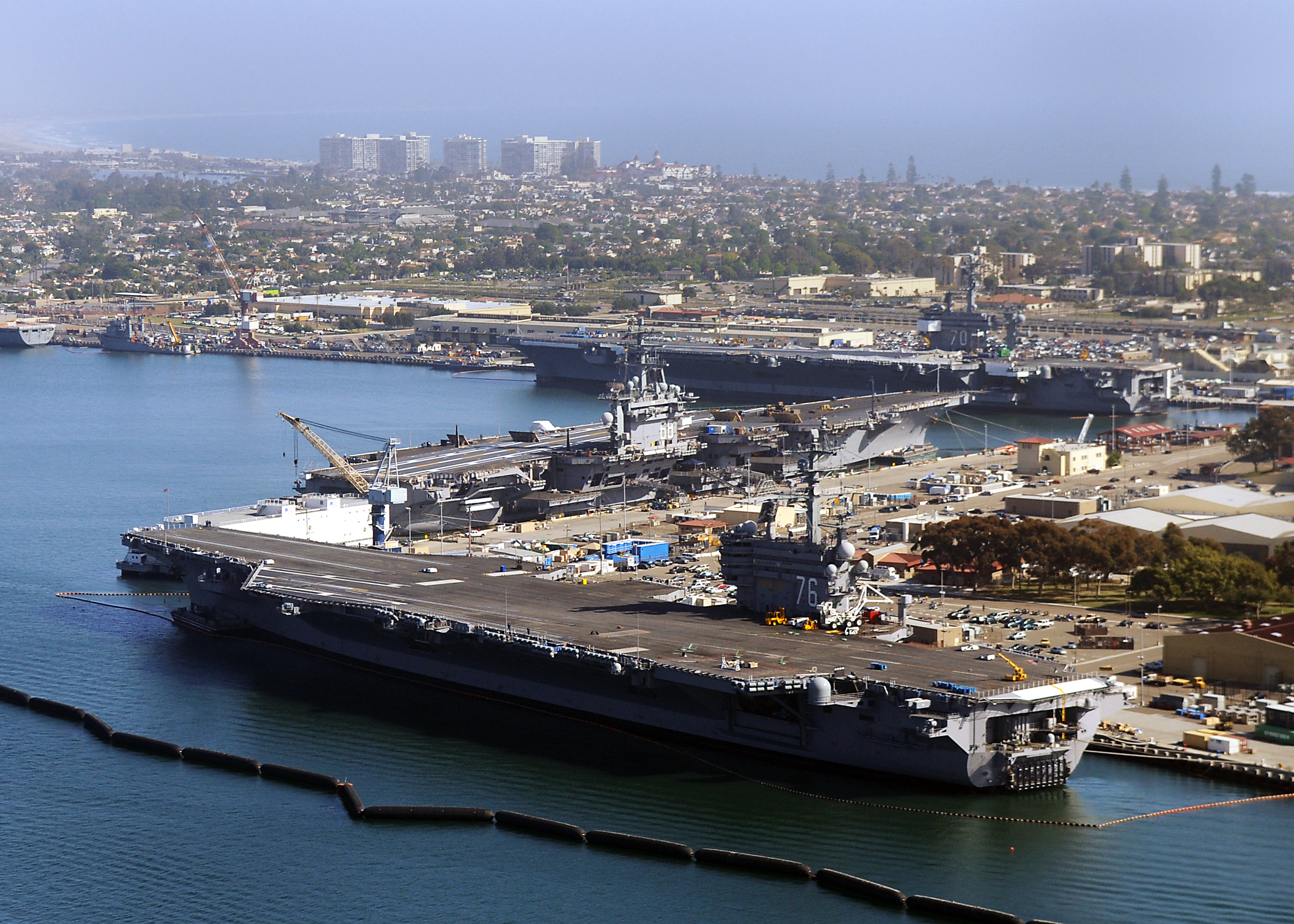
USS Ronald Reagan (на передньому плані), USS Nimitz (посередині), та USS Carl Vinson (позаду) в 2010 році.

27 березня 2020 року повідомлено про перші 2 випадки коронавірусної хвороби на американському авіаносці «Рональд Рейган». Випадки хвороби на кораблі змусили закрити військово-морську базу неподалік Токіо, де перебував авіаносець, при цьому всьому персоналу на базі наказано залишатися в приміщенні протягом 48 годин. До 23 квітня 2020 року у 16 моряків на судні підтвердився позитивний результат тестування на коронавірус.

### USNS Comfort

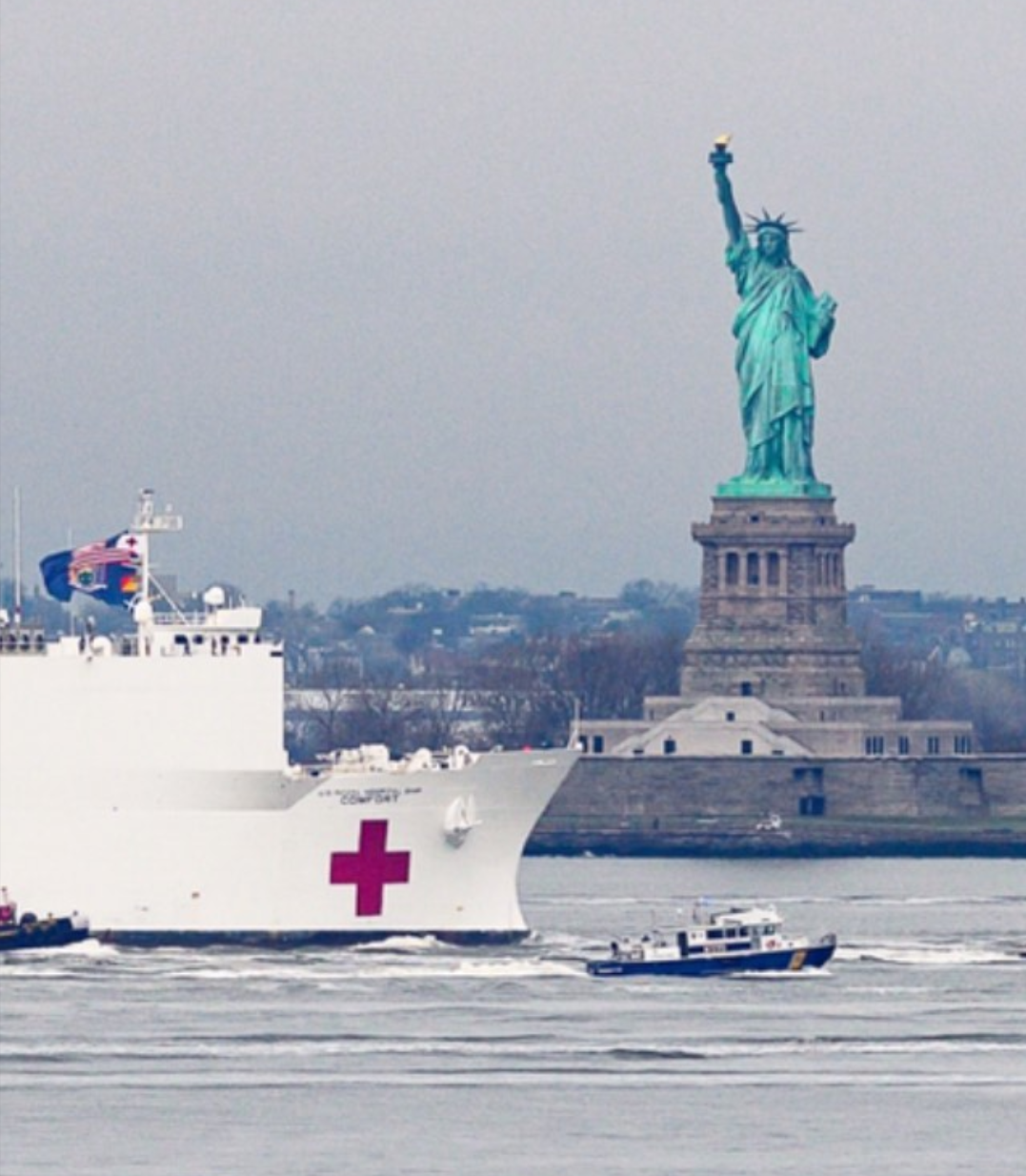
USNS Comfort в гавані Нью-Йорка.

7 квітня 2020 року повідомлено про перший випадок коронавірусної хвороби на американському госпітальному кораблі USNS Comfort. Корабель прибув до Мангеттена 20 березня з наміром використовувати його для лікування хворих іншими хворобами, щоб місцеві лікарні могли зосередитися на випадках коронавірусної хвороби. Однак 7 квітня чиновники повідомили, що місія корабля змінилася, і 500 з 1000 ліжок на кораблі будуть виділені для важких випадків коронавірусної хвороби. Крім того, оскільки всі члени екіпажу мали негативний результат тестування на коронавірус перед тим, як судно відпливло з Вірджинії, і жоден екіпаж не покинув судно з моменту прибуття в Нью-Йорк, тому було незрозуміло, як член екіпажу, який не є медичним працівником і не контактував з хворими, інфікувався коронавірусом. Пізніше встановлено, що двоє цивільних службовців на борту судна були інфіковані, але обидва до того часу одужали.
USNS Comfort вийшов з порту Нью-Йорка 30 квітня, пролікувавши 179 хворих.

### USS Nimitz
7 квітня 2020 року зареєстровано перший випадок коронавірусної хвороби на американському авіаносці USS Nimitz. Один з членів екіпажу отримав позитивний результат тестування за тиждень після появи симптомів, після чого його відправили на ізоляцію та зняли з корабля. Інший член екіпажу також отримав позитивний результат тестування, але за даними керівництва флоту, він на той момент не знаходився на борту корабля.
27 квітня на USS Nimitz завершився 27-денний карантин, і корабель приєднався до навчань COMPTUEX.

### USNS Mercy

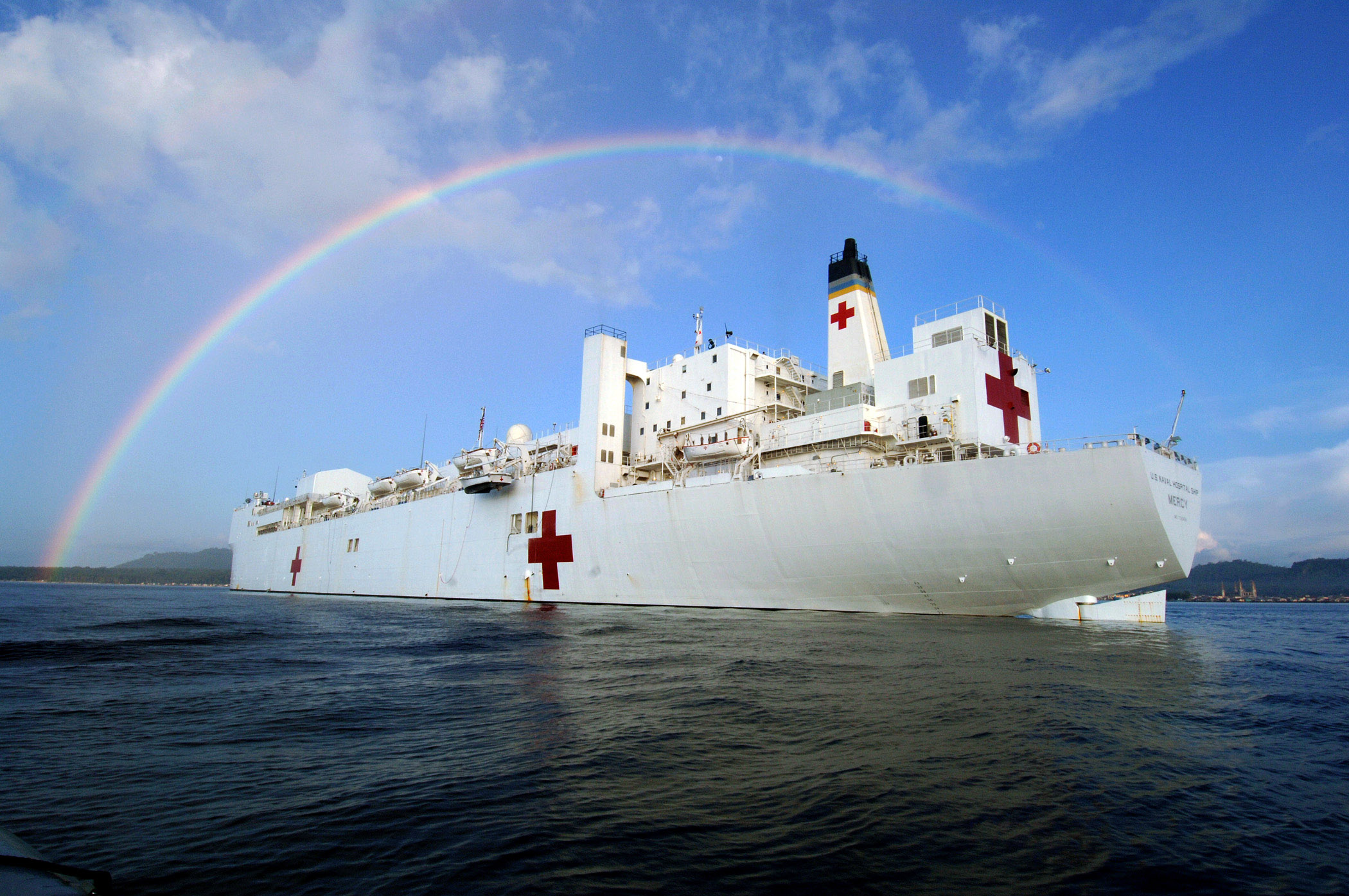
USNS Mercy в 2006 році

8 квітня 2020 року повідомлено про перший випадок коронавірусної хвороби на госпітальному кораблі ВМС США USNS  Mercy. Залишилось незрозумілим, як заразився член екіпажу, оскільки він не спілкувався ні з одним хворим, усі члени екіпажу пройшли огляд перед посадкою на судно в Сан-Дієго, і з того часу їм не дозволяли покидати судно, окрім того на борту корабля лікувались хворі від інших захворювань, а не від COVID-19, і перед будь-якою госпіталізацією на судно результатом вимагався негативний результат тесту на SARS-CoV-2. Хворому дозволили піднятися на борт судна.
Станом на 14 квітня 2020 року в 7 членів медперсоналу корабля підтвердився позитивний результат тесту на коронавірус, після чого ВМС евакуювали з корабля 116 членів медперсоналу.

### USS Tripoli

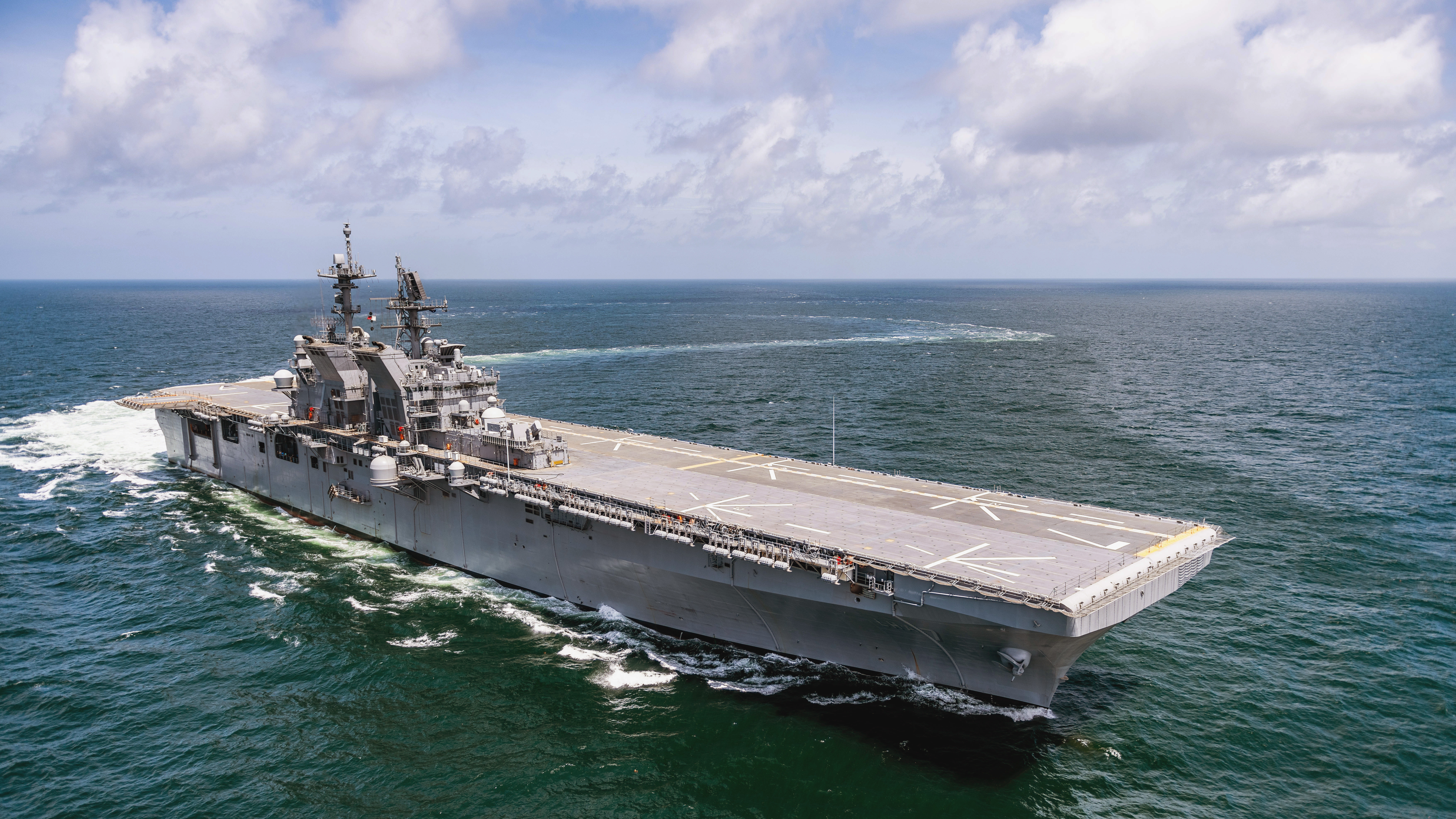
USS Tripoli в 2019 році

17 квітня 2020 року видання «The Wall Street Journal» повідомило, що за інформацією посадовців ВМС США у принаймні 9 моряків десантного корабля USS Tripoli підтверджено позитивний результат тесту на коронавірус. У той час корабель був пришвартований у Паскагулі в штаті Міссісіпі, де він знаходився на верфі «Ingalls Shipbuilding». Близько 630 моряків були висаджені з корабля на берег для запобігання поширення інфекції, наслідком чого стало те, що спалах поширився лише на «незначну кількість моряків».

### USS Kidd
24 квітня 2020 року ВМС США повідомили, що моряк, призначений на американський есмінець USS Kidd, за день до цього отримав позитивний результат тестування на коронавірус після медичної евакуації з відкритого моря. Після того, як надійшло підтвердження позитивного тесту моряка, ВМС відправили медичну групу на корабель, щоб провести відстеження контактів і протестувати інших членів екіпажу. До ранку 24 квітня 2020 року ще в 17 моряків підтвердився позитивний результат тестування, і очікувалося виявлення додаткових випадків після подальшого проведення тестування. Перший хворий знаходився в лікувальному закладі закладі в Сан-Антоніо в штаті Техас та знаходився у стабільному стані. Загалом для надання медичної допомоги евакуювали двох моряків. Інші моряки на кораблі ходили в ЗІЗ та масках № 95. Десантний корабель з хірургічною командою флоту, відділенням інтенсивної терапії та апаратами штучної вентиляції легень USS Makin Island прямував до корабля на випадок, якщо знадобиться додаткові медичні засоби та сили. USS Kidd розпочав рух для повернення в порт Сан-Дієго для дезінфекції. У той час, коли першого моряка евакуювали з корабля за медичною допомогою, USS Kidd брав участь в операції із запобігання торгівлі наркотиками поблизу Південної Америки, та знаходився в морі з січня. Другий моряк пізніше також був евакуйований для надання медичної допомоги на материкову частину США.
25 квітня 2020 року ВМС повідомили, що на кораблі виявлено 33 випадки хвороби. Станом на 27 квітня 2020 року 45 % членів екіпажу пройшли тестування на коронавірус, загалом було зареєстровано 47 випадків хвороби, а 15 моряків було переведено на корабель USS Makin для додаткового спостереження. До 28 квітня 2020 року 64 тести на кораблі дали позитивний результат, і USS Kidd того ж дня пришвартувався в порту Сан-Дієго для дезінфекції, яка могла зайняти до 2 тижнів. Очікується, що зрештою всім морякам на борту проведуть тестування на коронавірус.
Це був другий випадок виявлення коронавірусу на борту американського військово-морського корабля, який знаходився в повній бойовій готовності.

### USNS Leroy Grumman

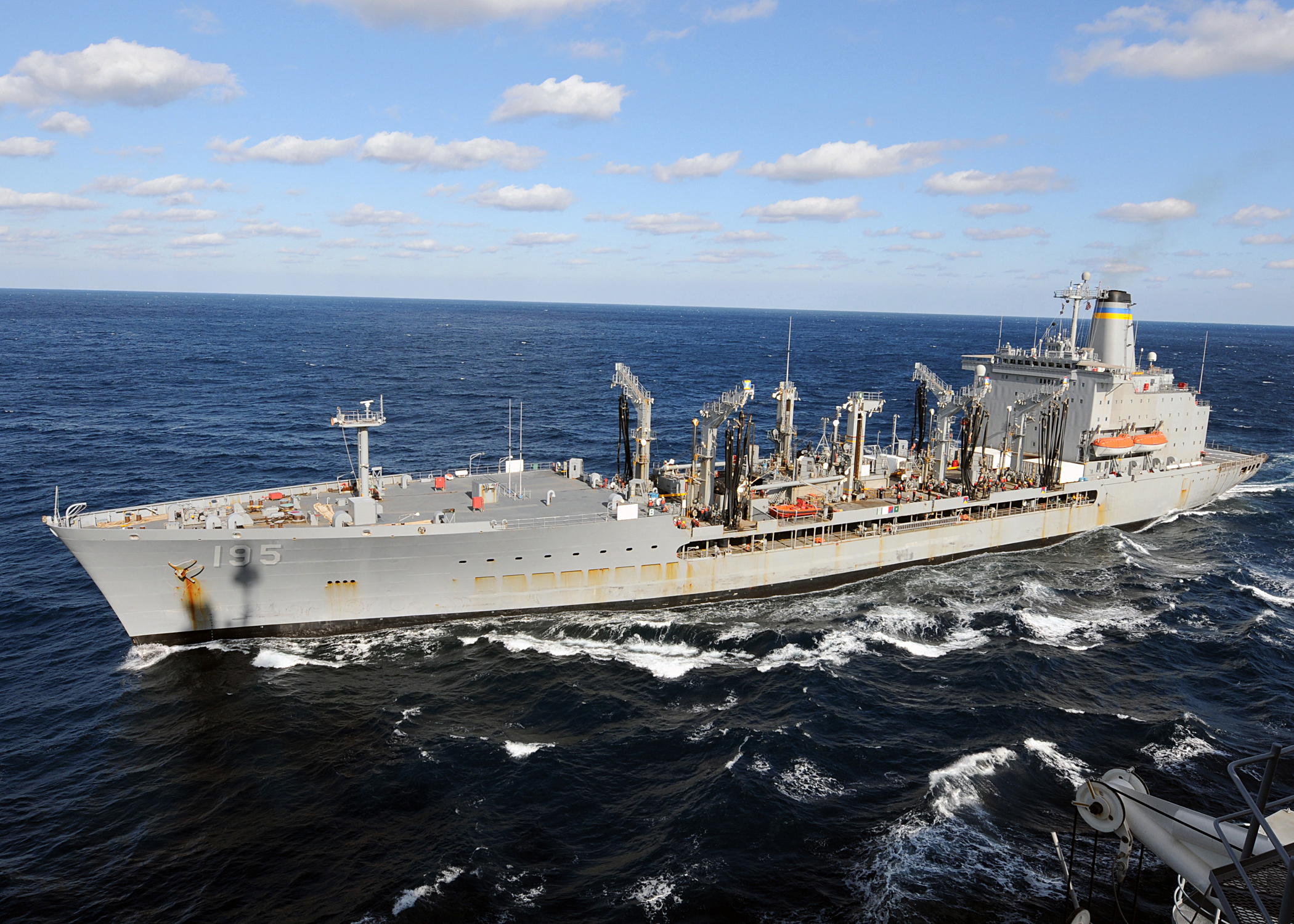
USNS Leroy Grumman у 2010 році.

30 квітня 2020 року видання «USNI News» повідомило, що двоє членів екіпажу американського військового нафтоналивного танкера USNS Leroy Grumman інфікувались коронавірусом. На той час корабель був пришвартований у порту Бостона з січня для планового технічного обслуговування на бостонській верфі, яке мало проводитися до кінця травня. Джерело інфікування ще встановлювалось, але речник військового командування морських перевезень заявив, що на верфі були працівники, в яких раніше підтвердився позитивний результат тестування на коронавірус.
Станом на 5 травня у 18 моряків підтверджено позитивний результат тестування на коронавірус, у тому числі в суднового медика. На борту судна було близько 50 осіб, і всіх помістили на карантин.
19 травня 2020 року Проект «Про державний нагляд» і видання «The Daily Beast» повідомили, що у 22 членів екіпажу та 30 підрядників підтвердився позитивний результат тестування на коронавірус, і що 60-річний підрядник, який працював у машинному відділенні, помер від коронавірусної хвороби. Крім того, повідомлялося, що моряки скаржилися на те, що військова служба забезпечення віддавала безладні накази, і що, незважаючи на видання наказу про повернення всіх членів екіпажу, які перебували у відпустці, повернутися на судно і не дозволяло всім морякам залишати корабель, підрядникам та іншому персоналу було дозволено заходити на судно та висаджуватися на берег практично без обмежень, за винятком випадкових перевірок температури та заповнення анкети самопочуття.
21 травня 2020 року повідомлено про смерть цивільного члена екіпажу внаслідок ускладнень коронавірусної хвороби. Його госпіталізували ще 30 квітня 2020 року, а 4 травня 2020 року помістили на апарат штучної вентиляції легень у відділенні інтенсивної терапії. Померлий був першим цивільним службовцем флоту, який помер від коронавірусу на кораблі забезпечення флоту.

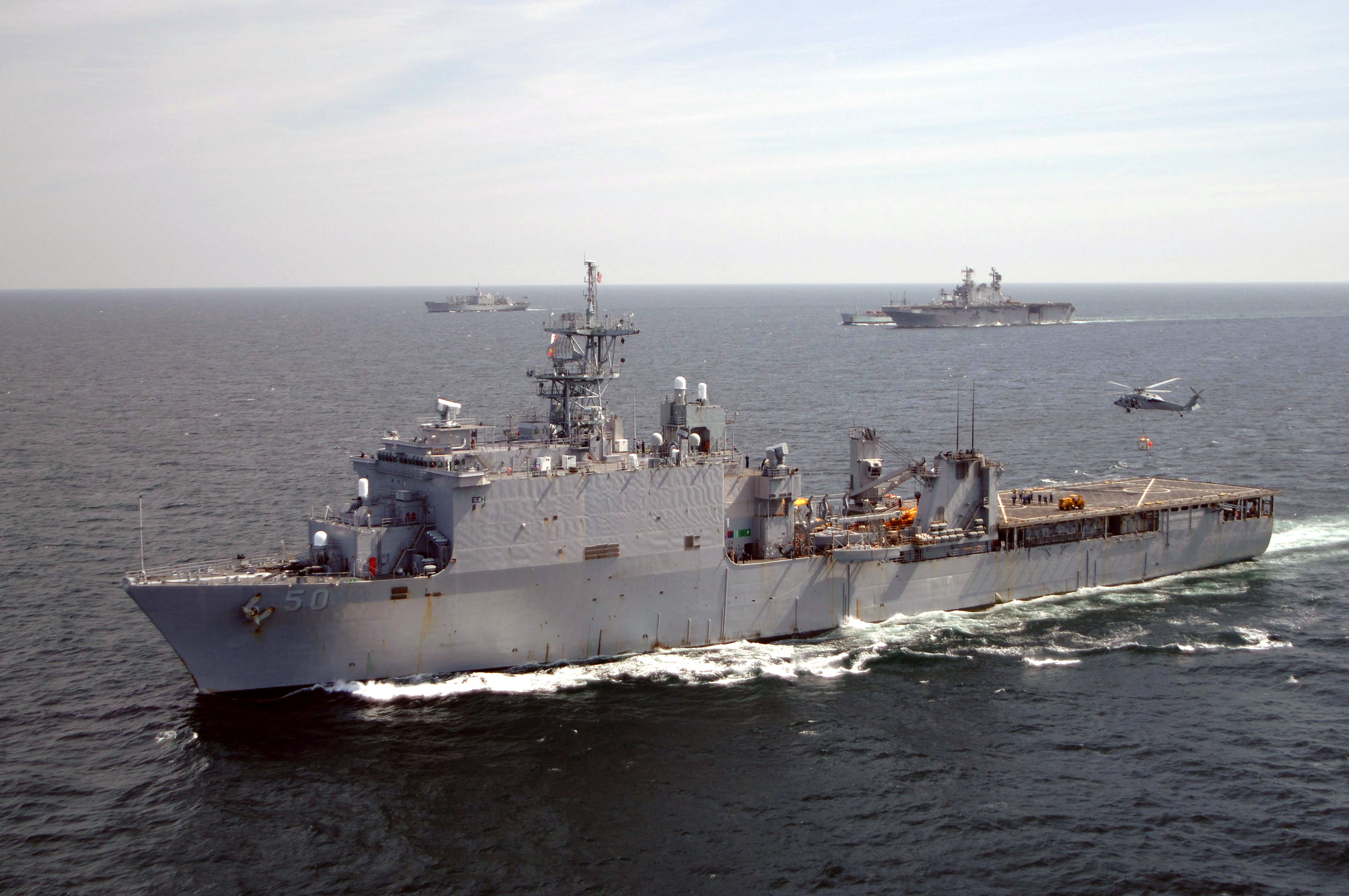
USS Carter Hall в 2006 році

### USS Carter Hall
1 червня 2020 року видання «Navy Times» повідомило, що представник ВМС підтвердив, що 23 травня у кількох членів екіпажу американського десантного корабля USS  Carter Hall підтвердився позитивний результат тестування на коронавірус. Речник ВМС відмовився надати точну кількість моряків, посилаючись на політику міністерства оборони, але додав, що щодня стан здоров'я інфікованих перевірявся керівництвом, і їм постачали їжу та предмети першої необхідності. На той час корабель був пришвартований на об'єднаній експедиційній базі Літтл-Крік-Форт-Сторі у Вірджинії, базі його постійного перебування. Більшість із приблизно 400 членів екіпажу були вивезені на берег під час санітарної обробки корабля.

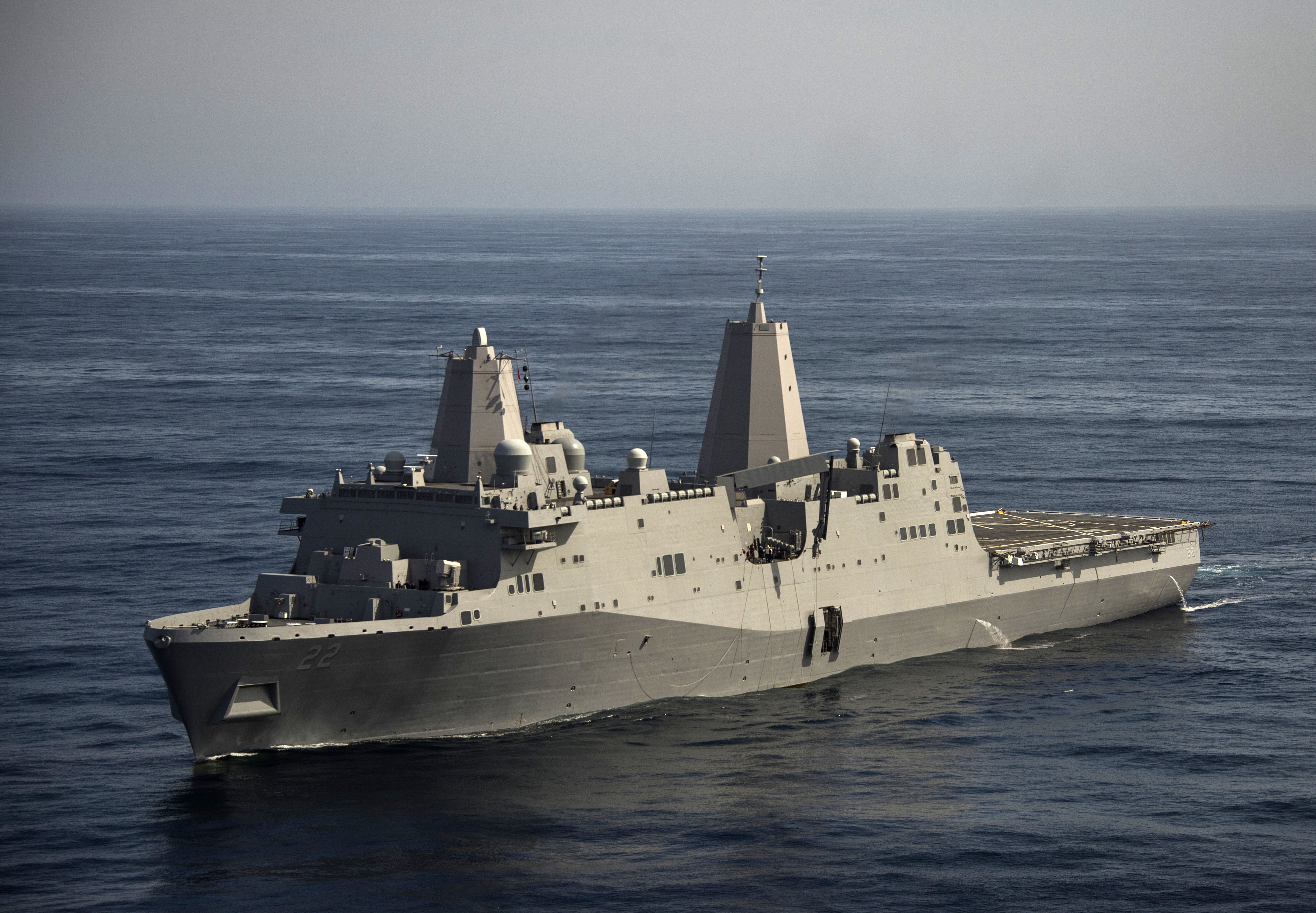
USS San Diego в 2014 році

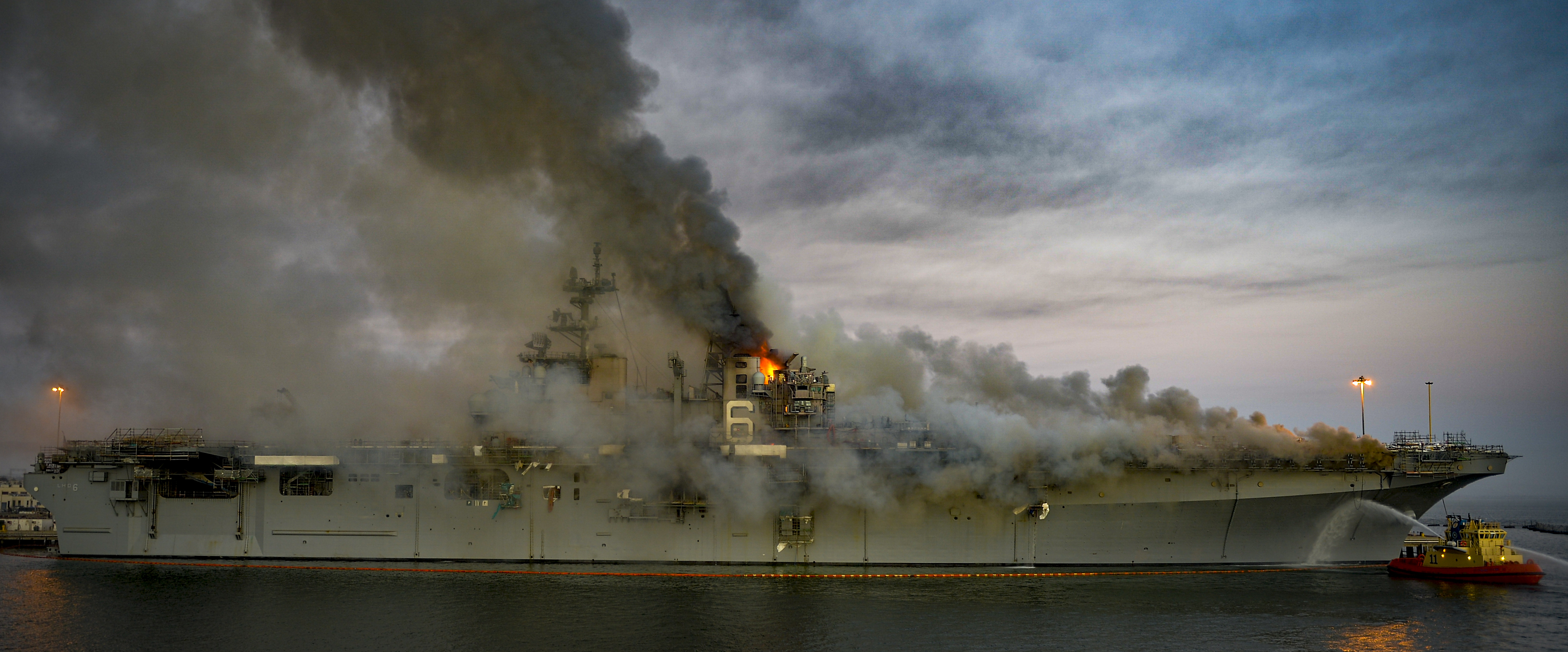
Двоє моряків, які борються з вогнем на борту USS Bonhomme Richard в Сан-Дієго, інфікувалися коронавірусом

### USS San Diego
17 липня 2020 року видання «The San Diego Union-Tribune» повідомило, що моряки американського десантного транспортного доку USS San Diego на умовах анонімності заявили представнику видання, що протягом кількох останніх днів принаймні у 5 моряків з їх корабля підтвердився позитивний результат тестування на коронавірус. Матроси, які дали інтерв'ю виданню, ймовірно мали на увазі своїх співслужбовців, які брали участь у ліквідації пожежі на борту американського десантного корабля USS Bonhomme Richard. Після цього прес-секретар ВМС США підтвердив, що у 2 моряків, які брали участь у ліквідації пожежі, підтвердився позитивний результат тестування на коронавірус.
У 2 моряків були виявлені симптоми хвороби. Один з них був у складі групи, яка боролася з вогнем, а інший знаходився в допоміжній групі. Один з моряків, який безпосередньо боровся з вогнем, заявив, що вогонь знищив значну частину протипожежного спорядження на кораблі USS Bonhomme Richard, тому використовувалося спорядження сусідніх кораблів, у тому числі USS San Diego, і моряки, які боролися з вогнем, помінялися місцями один з одним. Крім того, було виявлено 27 контактних осіб, яких помістили на карантин.

### USS George HW Bush
30 липня 2020 року видання «Navy Times» повідомило, що прес-секретар командування Військово-морських сил на Атлантичному океані підтвердив, що «в кількох» членів екіпажу американського авіаносця USS George HW Bush протягом літа підтверджено позитивний результат тестування на коронавірус. Прес-секретар відмовився надати точну кількість моряків або точнішу дату виявлення хвороби, посилаючись на політику міністерства оборони, але додав, що корабель на той час не знаходився в повній бойовій готовності, та що інфіковані залишалися в ізоляції у місцях свого постійного проживання у Вірджинії, та отримували щоденну медичну допомогу. З 2019 року USS George HW Bush був пришвартований на Норфолкській морській верфі для технічного обслуговування.

### USS Michael Murphy
Повідомлено, що станом на листопад 2020 року чверть з 300 членів екіпажу USS Michael Murphy були інфіковані COVID-19. Більшість з них мали безсимптомний перебіг хвороби, але залишаються на самоізоляції. Станом на 4 листопада 2020 року USS Michael Murphy перебував у порту на Гавайських островах.

## Україна

### Гетьман Сагайдачний
У серпні 2020 року виявлено 1 випадок коронавірусної хвороби на українському фрегаті Гетьман Сагайдачний.